# ۷ سال (فیلم)
«۷ سال» (فرانسوی: 7 ans‎) یک فیلم به کارگردانی ژان-پاسکال هاتو است که در سال ۲۰۰۶ منتشر شد. از بازیگران آن میتوان به والری دونزلی، برونو تودسکینی و سیریل ترولی اشاره کرد.